# Polsat Hit Festiwal
Polsat Hit Festiwal (w latach 2015–2023 Polsat SuperHit Festiwal) – polski festiwal muzyczny organizowany w Operze Leśnej w Sopocie. Od 2015 r. zastępuje TOPtrendy. Składa się z trzech koncertów: Koncert Platynowy/Diamentowy, Radiowy Przebój Roku, Kabareton oraz ewentualnych występów jednego wykonawcy w ramach jubileuszy. Zaplanowana na 22–24 maja 2020 szósta edycja festiwalu została odwołana ze względu na pandemię COVID-19 w Polsce. W zamian za to w tych dniach Telewizja Polsat pokazywała edycje festiwalu z poprzednich lat. W 2024 nazwa festiwalu została zmieniona na Polsat Hit Festiwal, a także ograniczono go do dwóch koncertów, rezygnując z Kabaretonu.
W 2025 roku nazwa festiwalu została utrzymana, a powrócono do Kabaretonu. 

## Edycje festiwalu
| Nr  | Nazwa                         | Daty               |
| --- | ----------------------------- | ------------------ |
| 1.  | Polsat SuperHit Festiwal 2015 | 29–31 maja 2015    |
| 2.  | Polsat SuperHit Festiwal 2016 | 27–29 maja 2016    |
| 3.  | Polsat SuperHit Festiwal 2017 | 26–28 maja 2017    |
| 4.  | Polsat SuperHit Festiwal 2018 | 25–27 maja 2018    |
| 5.  | Polsat SuperHit Festiwal 2019 | 24–26 maja 2019    |
| 6.  | Polsat SuperHit Festiwal 2021 | 25–26 czerwca 2021 |
| 7.  | Polsat SuperHit Festiwal 2022 | 20–22 maja 2022    |
| 8.  | Polsat SuperHit Festiwal 2023 | 26–28 maja 2023    |
| 9.  | Polsat Hit Festiwal 2024      | 24–25 maja 2024    |
| 10. | Polsat Hit Festiwal 2025      | 23–25 maja 2025    |